# The Wooden Leg
The Wooden Leg est un film muet américain réalisé par D. W. Griffith, sorti en 1909.

## Synopsis
Un jeune couple d'amoureux essaye de se débarrasser du riche prétendant que le père de la jeune fille lui a choisi comme mari.

## Fiche technique
- Titre : The Wooden Leg
- Réalisation et scénario : D. W. Griffith
- Société de production et de distribution : American Mutoscope and Biograph Company[1]
- Photographie : Arthur Marvin et G. W. Bitzer
- Pays :  États-Unis
- Format[2] : Noir et blanc - Muet - 1,33:1 ou 1,37:1[3] - 35 mm[3],[4]
- Longueur de pellicule : 240 pieds (73 mètres[4])
- Durée : 3 minutes (à 16 images par seconde)[2]
- Date de sortie : 8 mars 1909

## Distribution
Les noms des personnages proviennent de l'Internet Movie Database.
- Florence Lawrence : Claire
- Arthur V. Johnson : le petit ami de Claire
- David Miles : Harry[5]
- John R. Cumpson : le père de Claire[5]
- Mack Sennett : le clochard[5]

## Autour du film
Les scènes du film ont été tournées les 13 et 19 février 1909 dans le studio de la Biograph à New York.
À sa sortie, le film a été présenté sur la même bobine que The Roue's Heart.